# Eburia brunneicomis
Eburia brunneicomis là một loài bọ cánh cứng trong họ Cerambycidae.